# 懷特帕斯 (喬治亞州)
懷特帕斯（英語：White Path）是位於美國喬治亞州吉爾默縣的一個非建制地區。該地的面積和人口皆未知。

## 地理
懷特帕斯的座標為34°45′01″N 84°24′47″W / 34.75028°N 84.41306°W，而該地的平均海拔高度為455米（即1493英尺）。